# WKAQ (AM)
WKAQ es una estación radiofónica en San Juan, Puerto Rico que transmite en 580 kHz con un formato de programa de entrevistas en español.  La estación es actualmente propiedad de Hemisphere Media Group.  Su programación es repetida en WUKQ, la cual retransmite por 1420 kHz en, Ponce, y WYEL, que retransmite en 600 kHz en Mayagüez.  Esta estación fue la primera en retransmitir en Puerto Rico. Según Ernesto Vigoreaux, en los comienzos de la música en Puerto Rico, los músicos grababan música en la estación WKAQ.  WKAQ es el punto de entrada primario para el Sistema de Alerta de la Emergencia de Puerto Rico.
WKAQ fue propiedad por muchos años de Angel Ramos, dueño del diario El Mundo. Dicho diario operó hasta 1986, cuando huelgas de trabajo y actos de terrorismo acabaron su operación.
El 25 de enero de 2017 le fue concedido a WKAQ un permiso de construcción por la FCC para relocalizar su transmisor a un sitio nuevo en el que reduciría su poder de transmisión a 2,500 vatios.